# Friedrich Hopfner
Friedrich Hopfner (* 28. Oktober 1881 in Trautenau, Österreich-Ungarn; † 5. September 1949 im Hintersteiner See, Tirol – ertrunken) war ein österreichischer Geophysiker, Planetenforscher und Hochschulprofessor für Geodäsie.
Nach meteorologischem Dienst als Offizier im Ersten Weltkrieg wurde er 1921 Chefastronom im Wiener Bundesamt für Eich- und Vermessungswesen. Von 1936 bis 1938 und von 1945 bis 1949 war er Professor an der Technischen Hochschule Wien, wo er zuletzt auch das Amt des Rektors innehatte.

## Biografie

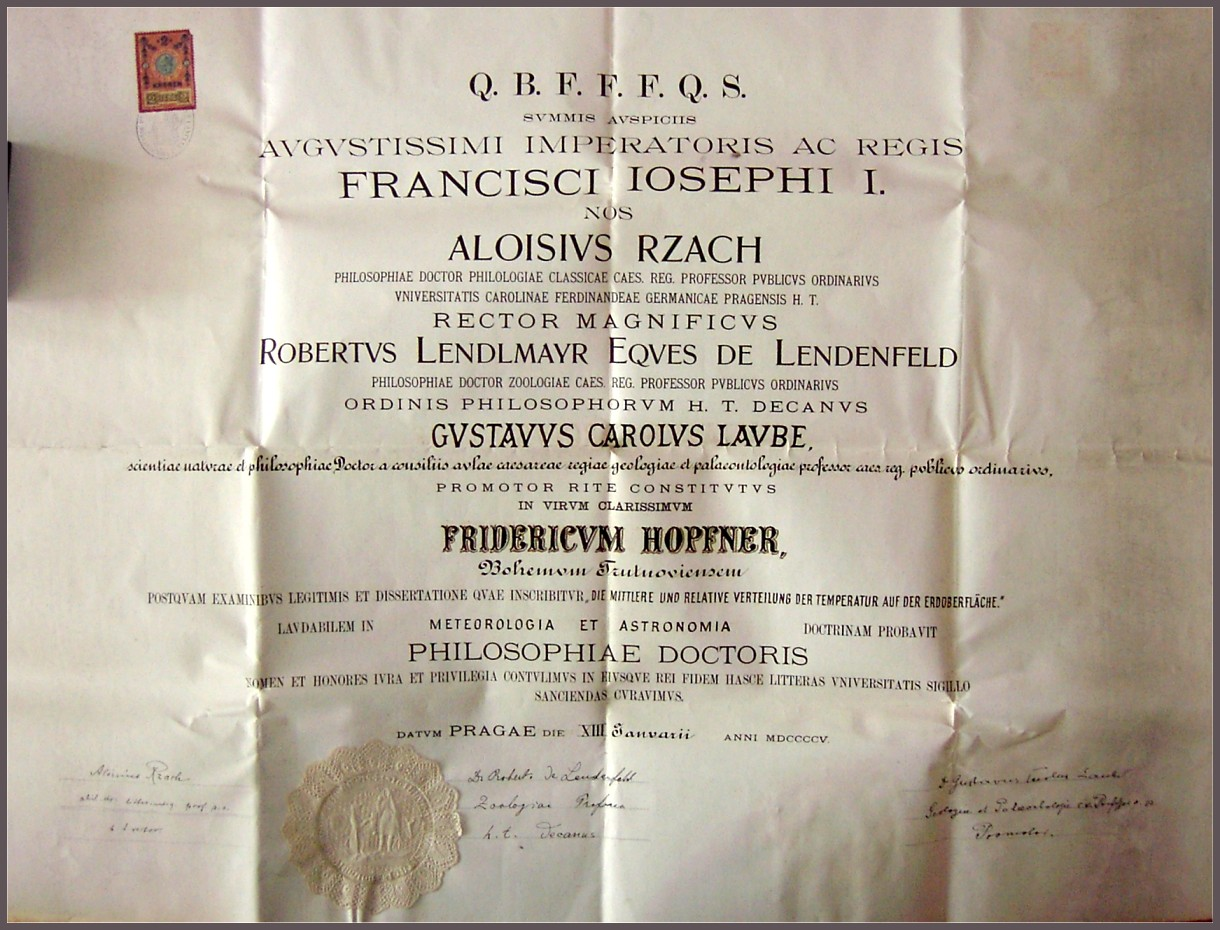
Promotionsurkunde (70 × 51 cm) auf Büttenpapier für Friedrich Hopfner vom 13. Januar 1905 von der Karl-Ferdinands-Universität

Friedrich Hopfner wurde am 28. Oktober 1881 zu Trautenau in Nordböhmen geboren, studierte von 1899 bis 1904 Mathematik, Physik, Astronomie und Kosmische Physik in Prag und München und promovierte 1905 an der Karl-Ferdinands-Universität in Prag. Seine Dissertation hatte das Thema „Die mittlere und relative Verteilung der Temperatur auf der Erdoberfläche“. Anschließend war er Assistent an der Sternwarte Prag und an den meteorologischen Instituten in Berlin, Innsbruck und Wien. 1908 kam er an das k. k. Meeresobservatorium Triest (heute Istituto Talassografico di Trieste), 1912 folgte die Berufung ans Gradmessungsbüro in Wien.
Ab 1916 war er Leiter des Feldwetterdienstes der Isonzo-Armee. Als Ende 1923 das neue österreichische Bundesamt für Eich- und Vermessungswesen errichtet wurde, ernannte man Hopfner zum Chefastronom für den wissenschaftlichen Vermessungsdienst. 1936 wurde er als Professor für Höhere Geodäsie und Sphärische Astronomie an die Technische Hochschule in Wien berufen. Dort übernahm er die Lehrkanzel von Richard Schumann.
Von den Nationalsozialisten wurde er 1938 zwangsweise in den Ruhestand versetzt. Danach lebte er zurückgezogen mit seiner Familie in Schönbühel an der Donau, wo er sich seinen wissenschaftlichen Arbeiten widmete. Eine im Herbst 1942 erhaltene Einladung zum Eintritt als korrespondierendes Mitglied in die von Hitler ins Leben gerufene Akademie der Wissenschaften in Prag lehnte Hopfner ab. Nach dem Kriegsende 1945 wurde er sofort wieder in seine ihm entzogene Wiener Lehrkanzel eingesetzt und zum Dekan der Fakultät für Angewandte Mathematik und Physik gewählt.
Durch seine freundlich-vornehme Art war er von Mitarbeitern und Kollegen an der Hochschule hoch geachtet. Für das Studienjahr 1948/49 wurde er zum „Rector magnificus“ der TH Wien gewählt, ertrank aber im letzten Monat seiner Amtstätigkeit durch einen Unglücksfall im Hintersteiner See bei Kufstein.

## Leistungen
Seiner Ausbildung nach war er von Anfang an ein vollwertiger Vertreter der Astronomie, Geodäsie, Geophysik und Meteorologie – nicht nur in theoretischer, sondern auch in praktischer Hinsicht – und publizierte in allen vier Fächern. Drei bekannte Lehrbücher stammen aus seiner Feder (siehe unten).

### Bahnbestimmung von Planetoiden
Die wissenschaftliche Tätigkeit Hopfners ist außerordentlich vielseitig. In jungen Jahren befasste er sich mehr mit meteorologischen und astronomischen Problemen. Bedeutsam sind die ersten Bahnbestimmungen und Ephemeriden-Rechnungen für eine Reihe von Asteroiden. Sie stammen aus einer mehrjährigen engen Zusammenarbeit mit dem Planetenforscher Johann Palisa.

### Mathematische Grundlagen zu einer astronomischen Theorie der Klimaschwankungen
1906 begann er mit der Behandlung von Fragen im Grenzgebiet zwischen Astronomie und Geophysik. Die ersten Arbeiten befassen sich mit dem Problem der Wärmebestrahlung der Erde durch die Sonne. Hopfner war es dabei hauptsächlich darum zu tun, den fundamentalen Unterschied zwischen der tages- und jahreszeitlichen mittleren Einstrahlung scharf herauszuarbeiten. 1927 wurde das Thema von ihm nochmals eingehender behandelt. Die Erkenntnisse legte er in seiner Arbeit „Mathematische Grundlagen zu einer astronomischen Theorie der Klimaschwankungen“ nieder. Für diese Arbeit erhielt er in Böhmen den Seegen-Preis.

### Untersuchungen zu den Gezeiten
Seine langjährige Tätigkeit am Maritimen Observatorium in Triest veranlasste ihn auch zu Untersuchungen über nautische Fragen wie z. B. über die Gezeiten oder die Bestimmung von harmonischen Konstanten des Pegels am Triester Hafen, welcher den für Mitteleuropa wichtigen Höhenbezug Meter über Adria darstellte.

### Höhere Geodäsie und Geophysik
Mit seinem Eintritt in das Gradmessungsbüro in Wien bzw. das österreichische Bundesamt für Eich- und Vermessungswesen 1923 wandte er sich den Problemen der Höheren Geodäsie und Geophysik zu. Die ersten geodätischen Arbeiten betreffen Berechnungen zum „Meridianbogen Großenhain–Kremsmünster–Pola“, wo er die Methode der Lotabweichungsgleichungen ausführlich darlegt (publiziert 1922). Später befasste er sich eingehend mit der wichtigen Problematik „Figur der Erde“ – z. B. mit den Fragen der Reduktion beobachteter Schwerewerte und der Isostasie (Lehre vom Massenausgleich der Erdkruste). Ab den 1930ern dominierten Forschungen über Ellipsoide und Gleichgewichtsfiguren der Erde, z. B. die Elliptizität des Erdäquators, die Abplattung der Niveausphäroide und die dreiachsigen Jacobi-Ellipsoide.

### Forschungsgebiet Österreich
Hopfner leistete Pionierarbeit für die drahtlose Bestimmung astronomischer Längen in Österreich (erste Nutzung von Zeitsignalen), sowie bei der Durchführung ausgedehnter moderner Schweremessungen. In Zusammenarbeit mit der Wiener Zentralanstalt für Meteorologie und Geodynamik entstand die neue erdmagnetische Aufnahme von Österreich. Diese erfolgreiche Tätigkeit legte den Grundstein zur heutigen Weltgeltung dieses Instituts.

## Mitgliedschaft und Funktionen
- Mitglied der Österreichischen Akademie der Wissenschaften
- Präsident der Österreichischen Kommission für die Internationale Erdmessung
- Korrespondent der Zentralanstalt für Meteorologie und Geodynamik
- Korrespondierendes Mitglied der Deutschen Gesellschaft für Wissenschaft und Künste in der Tschechoslowakischen Republik
- Mitglied der Wiener Mathematischen Gesellschaft

## Auszeichnungen und Preise
- 1912 Oskar Freiherr v. Rothschild-Preis für Astronomie von der Wiener Akademie der Wissenschaften
- 1923 Seegen-Preis von der Gesellschaft zur Förderung deutscher Wissenschaft, Kunst und Literatur in Böhmen
- 1931 Ernennung zum Hofrat
- 1936 Offizierskreuz des österreichischen Verdienstordens[1]

In Würdigung seiner Verdienste stiftete Österreichs Geodätische Kommission 1977 die „Friedrich Hopfner-Medaille“, die alle vier Jahre für hervorragende Leistungen auf dem Gebiet der Geodäsie verliehen wird.
Im Jahr 1971 wurde in Wien-Simmering (11. Bezirk) der Hopfnerweg nach ihm benannt.

## Werke und wissenschaftliche Beiträge
Friedrich Hopfner verfasste insgesamt 81 fachbezogene Publikationen. Untenstehend eine kleine Auswahl davon (3 Lehrbücher hervorgehoben):
- 1905 „Die Verteilung der solaren Wärmestrahlung auf der Erde“, Monthly Weather Review 1906.
- 1907 „Untersuchungen über die Bestrahlung der Erde durch die Sonne mit Berücksichtigung der Absorption der Wärmestrahlen durch die Atmosphärische Luft nach dem Lambert´schen Gesetz. I.Mitteilung: Analytische Behandlung des Problems“ (S. 167–234) in:  „Über das Vorkommen der seltenen Erden auf der Sonne“, Wien, Verlag Hölder
- 1913 „Die Gezeiten im Hafen von Triest“, Wien, Verlag Hölder, in: Sitzungsberichte der Akademie der Wissenschaften, Math.-Nat. Klasse, Abt.2a; Bd.122, Heft 9, Wien
- 1922 „Der Meridianbogen Großenhain-Kremsmünster-Pola“ (mit R. Schumann), Astro-geodätische Arbeiten Österreichs, Neue Folge Bd.1
- 1927 „Mathematische Grundlagen zu einer astronomischen Theorie der Klimaschwankungen“
- 1927 „Die Figur der Erde“, Bundesverlag Wien
- 1931 „Neue Wege zur Bestimmung der Erdfigur“ (Ergebnisse der Kosm.Physik Bd.1), Leipzig
- 1931 „Die Gezeiten der Meere“ im Handbuch der Experimentalphysik
- 1933 „Die Gezeiten der festen Erde“ in Gutenbergs Handbuch der Geophysik
- 1933 „Physikalische Geodäsie“ (Mathematik und ihre Anwendungen, Bd. 14), Akademischer Druck, Leipzig
- 1936 „Figur der Erde, Dichte und Druck im Erdinnern“ in Gutenbergs Handbuch der Geophysik Bd.1, p.139-308, Berlin
- 1949 „Grundlagen der Höheren Geodäsie“ (Lehrbuch), Wien, Springer-Verlag.